# 系統地理學
系統地理學（英文：systematic geography）是应用系统论的概念、理论和方法研究地理事物的学科。